# Les 3 Fontaines
Les 3 Fontaines est un centre commercial sur trois niveaux situé à Cergy (France) dans le quartier de Cergy-Préfecture.

## Histoire
En juin 1970, les travaux de construction du centre commercial régional des 3 Fontaines sont lancés par Claude Vasconi et André Georgel. Il fait partie de l'ensemble du quartier de la préfecture de la ville nouvelle, et il est, avec la préfecture, l'un des deux axes de développement du quartier.
Le 25 septembre 1973, le centre commercial des 3 Fontaines est inauguré par le politique Michel Poniatowski, dont les premiers locataires sont les enseignes la Samaritaine et Monoprix. Pour la première fois, un centre commercial est à la fois relié à des voies de circulation d'un côté (Autoroute A15) et à la ville piétonne de l'autre. Une station du RER A dessert les abords immédiats du centre commercial.
Le centre est prolongé et agrandi dans les années 1990 (Cergy 3), augmentant la surface commerciale. L'extension abrite la Fnac ainsi que 30 autres boutiques. Le centre est rénové en 1996 à la suite de son rachat par le groupe Hammerson en 1995 puis rénové intégralement à l'intérieur en 2016.

## Caractéristiques commerciales
Les 3 Fontaines comptent dès 2022, 230 boutiques sur 100 000 m2 dont 14 restaurants. Parmi eux, un hypermarché Auchan réalise 40 % du chiffre d'affaires de l'ensemble du centre-ville.
Le nombre de clients par jour est estimé à 35 000.

### Enseignes

#### Commerces
En 2024, le centre dispose de 202 cellules commerciales occupés dont:
- un hypermarché Auchan
- 2 pharmacies[8]
- 13 bijouteries[9]
- un Bureau de poste La Poste[10]

#### Restaurants
Les restaurants sont présents dans le pôle nommé « District ». En 2024, ces restaurants y figurent :
- un McDonald's
- un Starbucks
- un Onyxia
- un Burger King
- un Lunicco

## Projets d'extension
Le groupe Hammerson, propriétaire de 37 % du patrimoine des 3 Fontaines, a proposé un projet d'extension de 30 000 m2 et de restructuration du centre commercial qui aurait porté sa surface à 100 000 m2. La surface de la Fnac aurait doublée, de nouveaux commerces auraient vu leur apparition. Le parking aurait été également agrandi de 1 500 places et reconfiguré. Ce projet aurait été livré en 2013. Toutefois, devant le contexte local et politique ajouté à la crise financière de 2008, le projet est abandonné,.
Le 15 avril 2015 : un nouveau projet est mené pour démolir et reconstruire les parkings sur 5 niveaux et non sur 3. Auchan quant à lui sera sur 1 niveau et non sur 2. Des nouvelles boutiques apparaitront dans le centre;
Le projet commencera en juillet 2018 jusqu’à juin 2022[réf. souhaitée].

## Notoriété.
Le prix Nobel de littérature 2022 Annie Ernaux vit à Cergy et a passé de nombreuses journées dans le Auchan de ce centre commercial en 2012 et 2013. Ce qui l'amène à consacrer une romance à Auchan intitulée Regarde les lumières mon amour en 2014.